# Rädbjörka-Rädsjön
Rädbjörka-Rädsjön är en sjö i Mora kommun och Orsa kommun i Dalarna och ingår i Dalälvens huvudavrinningsområde. Sjön har en area på 0,345 kvadratkilometer och ligger 455,6 meter över havet. Sjön avvattnas av vattendraget Rädan. Vid provfiske har abborre och gädda fångats i sjön.

## Delavrinningsområde
Rädbjörka-Rädsjön ingår i det delavrinningsområde (678753-142940) som SMHI kallar för Ovan Snickbäcken. Medelhöjden är 424 meter över havet och ytan är 24,56 kvadratkilometer. Det finns inga avrinningsområden uppströms utan avrinningsområdet är högsta punkten. Rädan som avvattnar avrinningsområdet har biflödesordning 3, vilket innebär att vattnet flödar genom totalt 3 vattendrag innan det når havet efter 330 kilometer. Avrinningsområdet består mestadels av skog (77 procent) och sankmarker (12 procent). Avrinningsområdet har 1,2 kvadratkilometer vattenytor vilket ger det en sjöprocent på 4,9 procent.